# Let Me Live
A Let Me Live a harmadik dal a brit Queen rockegyüttes 1995-ös Made in Heaven albumáról. A dal eredete 1976-ig nyúlik vissza, amikor az együttes Rod Stewarttal közösen akart rögzíteni egy dalt, de a munkálatok félbe maradtak. 1984-ben a Los Angeles-i Record Plant Studiosban újra elővették az ötletet, ismét Stewart, valamint Jeff Beck társaságában, de újra csak félbe maradt.
Freddie Mercury halála után a túlélő tagokra egy körülbelül kilencven másodperces demó maradt az énekes hangjával. Brian May gitáros és Roger Taylor dobos írtak egy-egy versszakot, így elegendő anyaguk lett egy egész dalhoz. A felvételen természetesen meghagyták Mercury énekét, majd az újonnan megírt versszakokat annak írói, May és Taylor énekelték fel. A régimódi, gospel utánérzésű dal hátterének erősítéséhez külsős énekeseket alkalmaztak: a háttérvokálokat Rebecca Leigh-White, Gary Martin, Catherine Porter és Miriam Stockley énekelték fel. Miután rájöttek, hogy a szöveg egyes részei nagyon hasonlítanak az Erma Franklin által énekelt „Piece of My Heart” című dalhoz, megváltoztatták azokat, elkerülendő a jogi problémákat.
1996. június 17-én kislemezen is megjelent. Az angol BBC Radio 1 nem játszotta, mert túl régimódinak tartotta, részben ezért is csak a kilencedik helyet érte el a slágerlistán. A kritikusok jól fogadták, a Q ezt írta: „a változatos érzelmek rángatják ide-oda a dalt, de végső soron hatalmas erőt sugároz, és igen felemelő lesz. »Hagyj élni/Hagyd, hogy újrakezdjem«, könyörög Mercury – és a zenével, amit csinál, el is hisszük, hogy ez megtörténhet”, a The Times kritikusa pedig kiemelte a dal gospel jellegét, és rámutatott, többek közt a „Let Me Live” is megmutatja, hogy Mercury a halála előtt sem vesztett hangjának erejéből.
A Brit Filmintézet készített hozzá videóklipet, ahogyan az album összes dalához is. A rendezője Bernard Rudden volt, a klipben nem szerepeltek az együttes tagjai. Ahogy a Made in Heaven összes dalához készített kisfilm, úgy ez is felkerült az 1996-os Made in Heaven: The Films kiadványra.

## Közreműködők
- Ének: Freddie Mercury, Brian May, Roger Taylor
- Háttérvokál: Rebecca Leigh-White, Gary Martin, Catherine Porter, Myriam Stockley

Hangszerek:
- Brian May: elektromos gitár, szintetizátor
- Freddie Mercury: zongora
- John Deacon: basszusgitár
- Roger Taylor: dob

## Kiadás és helyezések
| 7" kislemez: 1. Let Me Live – 4:45 2. Fat Bottomed Girls – 3:22 3. Bicycle Race – 3:01 CD kislemez: 1. Let Me Live – 4:45 2. Fat Bottomed Girls – 3:22 3. Bicycle Race – 3:01 4. Don’t Stop Me Now – 3:29 CD kislemez: 1. Let Me Live – 4:45 2. My Fairy King – 4:07 3. Doing All Right – 4:10 4. Liar – 6:28 | \| Év \| Lista \| Helyezés \| \| ---- \| ----------------------- \| -------- \| \| 1996 \| Brit kislemezlista[6] \| 9 \| \| 1996 \| Hollandia MegaCharts[7] \| 28 \| \| 1996 \| Német slágerlista[7] \| 67 \| |          |
| Év | Lista | Helyezés |
| 1996 | Brit kislemezlista | 9        |
| 1996 | Hollandia MegaCharts | 28       |
| 1996 | Német slágerlista | 67       |